# Fabian Czema (zm. 1636)
Fabian Czema (Cema, von Zehmen) herbu własnego (ur. ok. 1575, zm. 1636) – kasztelan chełmiński (1626-1636), podkomorzy malborski w latach 1620–1626, starosta sztumski.

## Rodzina
Był synem Fabiana Czemy (wojewody malborskiego) i Katarzyny Reginy Pisieńskiej z Piśnicza, bratem Katarzyny Ostroróg-Farensbach (kolejno żony Mikołaja Ostroroga – kasztelana bełskiego i Jana Farensbacha – rotmistrza królewskiego),
Jego żoną była Katarzyna Leszczyńska (córka Andrzeja Leszczyńskiego, wojewody brzeskokujawskiego) i Anny z Firlejów. W małżeństwie tym doczekał się dwójki dzieci:
1. Rafała Czemy (zm. w dzieciństwie)
2. Anny Guldenstern (żony Zygmunta Guldensterna, kasztelana gdańskiego).

Był ostatnim męskim przedstawicielem swojego rodu, który wygasł na jego córce i dziedziczce.

## Działalność kościelna
Wychowany w rodzinie luterańskiej, około 1600 roku przeszedł pod wpływem żony na kalwinizm. W swojej rezydencji rodzinnej w Jasnej i Jordankach przekazał tamtejsze zbory Jednocie braci czeskich czyniąc z nich ośrodki kalwinizmu na Kaszubach.
Wydając swoją córkę za mąż za luteranina, zastrzegł dla niej wolność wyznania i prawo do wychowania córek w swoim wyznaniu. Anna Guldensternowa nie tylko wytrwała w kalwinizmie po śmierci męża, ale także nawróciła na kalwinizm swojego syna Władysława Kazimierza (zm. ok. 1686). Po jego śmierci dobra odziedziczyli jego katoliccy siostrzeńcy, którzy zamknęli zbory w swoich posiadłościach.